# Arya Stark
Arya Stark é uma personagem fictícia da série de livros de fantasia A Song of Ice and Fire, do autor norte-americano George R. R. Martin. Ela também é uma das personagens principais da adaptação televisiva da HBO, Game of Thrones, onde é interpretada pela atriz britânica Maisie Williams. Ela é introduzida em ambas as mídias como a segunda filha e o terceiro dos filhos de Lorde Eddard com Lady Catelyn da Casa Stark
de Winterfell, uma antiga fortaleza no Norte do fictício continente de Westeros.
Na série literária, ela aparece pela primeira vez em A Game of Thrones (1996), como uma tomboy, obstinada, independente, e que despreza as atividades femininas tradicionais e muitas vezes é confundida com um garoto. Ela usa um pequeno espadim chamado "Needle" (Agulha), um presente de seu meio-irmão, Jon Snow, e é treinada no estilo Braavosi de esgrima. Uma das mais populares personagens tanto dos livros quanto da série de televisão.

## Perfil
Arye é canhota, talentosa para matemática e para arrumação da casa, é também uma exímia amazona. Em contraste com a mais elogiada irmã mais velha Sansa, que prefere atividades tradicionalmente dignas de uma nobre e expressa desdém pelas atividades ao ar livre, Arya não mostra interesse na dança, no canto ou na costura, e se diverte mais em lutar e fazer explorações, para grande desconforto de sua mãe e de sua tutora familiar Septã Mordane. Ela é descrita como "sangue de lobo", contundente, impulsiva e "sempre difícil de domesticar" por sua mãe, e recebeu dos guardas de Winterfell o apelido de "Arya Debaixo dos Pés" por ser baixinha. Ela é particularmente próxima de seu meio-irmão Jon, que a encoraja a aprender como lutar e lhe dá um pequeno espadim chamado "Needle" (Agulha). A pequena espada é bem adaptada à construção esbelta de Arya e a seu estilo preferido de esgrima "Water Dance", que enfatiza a velocidade e a agilidade com uma pinça fina e leve usada em ataques rápidos de empurrão. Ao longo de suas viagens, Arya exibe grande habilidade e astúcia e também se torna cada vez mais implacável.
Ela é a única de seus irmãos a ter semelhanças físicas com a Casa Stark, de seu pai – os outros puxaram a mãe Catelyn, da Casa Tully em solteira – lembrando sua tia Lyanna Stark, tanto em aparência quanto em temperamento. No início da série, ela é geralmente considerada alguém de aparência simples e bagunçada e muitas vezes confundida com um menino, mas à medida que cresce começa a haver uma comparação com sua bela tia Lyanna e ela começa a atrair os homens. Arya também é uma "troca-peles", capaz de telepaticamente possuir seu lobo-gigante " Nymeria" em sonhos, assim como se unir fisicamente a um gato de rua em Braavos.

## Biografia fictícia

### Série literária
Terceiro filho e segunda filha de Ned e Catelyn Stark, ela tem nove anos de idade quando os eventos do livro tem início. Ela tem três irmãos, Robb, Bran e Rickon, e uma irmã, Sansa. Tem também um meio-irmão mais velho, filho de seu pai, Jon Snow, que tem bastante semelhança facial com Arya; assim como ela, também é descrito como alguém diferente do resto da família e os dois são muito próximos. Ela é a única personagem que atua como narradora da história em todos os livros da saga.

#### A Game of Thrones

Brasão de armas da Casa Stark

Arya está adorando seu novo filhote de lobo-gigante, a quem deu o nome de "Nymeria" em homenagem a uma lendária guerreira. Ela viaja com seu pai, Ned Stark, para Porto Real, onde ele é empossado como Mão do Rei. Antes dela partir, seu meio-irmão Jon lhe dá um pequeno espadim feito especialmente para ela como presente de despedida, a que ela dá o nome de "Needle" (Agulha) em homenagem à atividade feminina que menos gosta. Durante a viagem, ela e um amigo filho do açougueiro, Mycah, estão brincando de esgrimar com cabos de vassoura quando Sansa e Joffrey Baratheon, o filho do rei Robert Baratheon, aparecem e ele começa a atormentar o rapaz com sua espada; Arya defende o amigo e sua loba ataca o príncipe, machucando seu pulso. Sabendo que a loba será sacrificada por isso, ela foge com ela para o bosque; por causa disso, o lobo de Sansa é morto no lugar de "Nymeria" e Mycah é perseguido e morto pelo guarda-costas de Joffrey, Sandor Clegane, o "Cão de Guarda". Em Porto Real, Ned descobre o espadim de Arya mas em vez de confiscá-lo contrata um mestre-espadachim de Braavos, Syrio Forel, para dar aulas à filha; Syrio lhe ensina um estilo de esgrima chamado "Water Dance", mais técnico, leve e ágil. Após a prisão de Ned, Syrio é morto tentando protegê-la enquanto Arya foge. Mais tarde ela testemunha a execução de seu pai, antes de ficar sob a proteção de um patrulheiro da noite, Yoren.

#### A Clash of Kings
Arya escapa de Porto Real com Yoren e outros soldados do Norte; no caminho cruzam com outros recrutas, Hot Pie, Lonny e Gendry mas ficam amigos deles. Numa encruzilhada eles são atacados por Amory Lorch, um cavaleiro a serviço da Casa Lannister, por se recusarem a entregar Gendry, que é um filho bastardo do rei morto Robert Baratheon, para os Lannisters. O comboio dos patrulheiros é massacrado mas Arya e outros meninos conseguem escapar através de um túnel; antes de escapar, ela resgata três prisioneiros de Lorch que viajavam numa jaula sobre uma carroça, entre eles um homem misterioso chamado Jaqen H'ghar. Arya e seus amigos são mais tarde capturados por Sandor Clegane e levados para Harrenhal como trabalhadores-escravos. Após ver a morte de seus companheiros prisioneiros, ela começa toda noite a recitar os nomes das pessoas de quem pretende se vingar. Em Harrenhal ela reencontra Jaqen, agora empregado dos Lannister, que se oferece para matar três pessoas a seu desejo em troca da liberdade que ela lhe deu e a seus dois companheiros; Arya dá o nome de dois homens que a machucaram em Harrenhal. Quando ele pede um terceiro nome, Arya o extorque para ajudá-la a libertar os prisioneiros do Norte, nomeando o próprio Jaqen. Para que ela retirasse seu nome, Jaqen desencadeia uma enorme revolta na prisão que se sobrepõe à guarnição dos Lannister. Depois Jaqen a convida para ir com ele mas ela prefere voltar para casa, em Winterfell; então ele lhe dá um estranha moeda de ferro de Braavos, para assegurar sua indução em sua confraria, os Homens Sem Face, e diz a ela para se lembrar da senha "Valar Morghulis" ("Todos os homens devem MORRER" em Alto Valiriano) antes de partir. Na manhã seguinte, Roose Bolton captura o castelo e Arya se torna sua servente pessoal. Eventualmente, ela escapa de Harrenhal com seus amigos Gendry e Hot Pie após matarem um guarda.

#### A Storm of Swords
Enquanto Arya e seus amigos estão indo para o Norte, ela começa a sonhar com sua loba perdida, "Nymeria". Mais tarde ele são descobertos por um grupo de mercenários chamado Irmandade Sem Bandeiras e é reconhecida como Arya Stark. Levados para a base secreta da Irmandade, lá ela encontra Sandor, a quem acusa de ter assassinado Mycah, mas "Cão de Guarda" sobrevive a um julgamento por combate e é libertado. Ela consegue escapar sozinha da Irmandade mas é recapturada por Sandor que pretende usá-la para pedir um resgate à sua família. Eles chegam às Gêmeas, onde a mãe, Catelyn, e seu irmão mais velho, Robb, estão sendo assassinados durante o "Casamento Vermelho" e Sandor a nocauteia para fazê-la passar por morta. Naquela noite, Arya faz uma troca-de-pele com Nymeria e puxa o corpo de sua mãe do rio onde foi jogado para que seja encontrado pela Irmandade. Sandor então pretende pedir o resgate por Arya à sua tia Lysa, no Vale, mas sem conseguir prosseguir a viagem por causa do tempo, leva-a para seu tio-avô Brynden Tully em Riverrun. No caminho eles encontram dois homens da lista de morte de Arya, Tickler e Polliver, que eram homens de armas de Gregor Clegane, o imão de Sandor, em Harrenhal. Na luta que se segue, Arya pessoalmente esfaqueia Tikler até a morte e pede de volta seu espadim do corpo de Polliver, mas Sandor está severamente ferido; quando ele cai gravemente doente por causa dos ferimentos, ela se recusa a dar-lhe o golpe de misericórdia e o abandona para morrer sob uma árvore próxima ao rio Tridente. Arya viaja até a cidade portuária de Saltpan e ganha uma passagem de navio para Braavos numa galera mercante, depois de apresentar ao capitão a moeda que lhe foi dada por Jaqen e dizer a senha "Valar Morghulis".

### A Feast for Crows
Chegando na Cidade Livre de Braavos, ela vai até o quartel-general dos Homens Sem Face, a Casa do Preto e Branco, onde é iniciada na confraria por um padre, a quem chama de o "Homem Bom". Este exige que ela se livre de todas as suas possessões anteriores e ela obedece jogando tudo no rio, mas secretamente esconde sua espada "Needle", a única coisa que lembra suas suaves memórias de infância. Para seu treino, Arya adota a identidade de "Gata do Canal", uma menina de rua que ajuda a vender frutos do mar, e continua a ter mais frequentes e vívidos sonhos de lobo, o que a impede de descartar de vez sua antiga identidade. Durante seu treinamento, ela encontra rapidamente com Samwell Tarly e mata um desertor da Patrulha da Noite. Após admitir a morte não-autorizada a seu mentor, ela é obrigada a beber uma porção de leite; no dia seguinte, acorda cega.

### A Dance with Dragons
Arya permanece cega em serviço da Casa do Preto e Branco por meio ano. Ela continua a ter sonhos pelos olhos de sua loba mas não fala sobre isso com ninguém. Enquanto está cega, ela vaga pelas ruas de Braavos sob a identidade de "Beth", uma menina pedinte cega, e vai se tornando melhor em sentir as coisas sem a visão, aprendendo a mentir melhor e a identificar mentiras nos outros. Após fazer uma troca-de-pele com um gato de rua que a seguiu até o templo, Arya consegue identificar o Homem Bom como a pessoa que a ataca toda noite sorrateiramente com um bastão e, para surpresa dele, naquela noite o acerta antes. Por esta conquista, ela passa no teste, tem sua visão de volta e recebe sua primeira tarefa de assassinato. Quando ela envenena um vendedor de seguros desonesto sem despertar nenhuma suspeita nem provocar nenhum dano colateral, o Homem Bom lhe dá um manto acólito e a designa para começar seu primeiro aprendizado inserida dentro de um grupo teatral.

#### Genealogia
| \| \| \| \| \| \| \| \| \| \| \| \| \| \| \| \| \| \| \| Rickard[a] \| Rickard[a] \| Rickard[a] \| Rickard[a] \| Rickard[a] \| Rickard[a] \| \| \| \| \| \| \| \| \| \| \| \| \| \| \| Lyarra[b] \| Lyarra[b] \| Lyarra[b] \| Lyarra[b] \| Lyarra[b] \| Lyarra[b] \| \| \| \| \| \| \| \| \| \| \| \| \| \| \| \| \| \| \| \| \| \| \| \| \| \| \| \| \| \| \| \| \| \| \| \| \| \| \| \| Rickard[a] \| Rickard[a] \| Rickard[a] \| Rickard[a] \| Rickard[a] \| Rickard[a] \| \| \| \| \| \| \| \| \| \| \| \| \| \| \| Lyarra[b] \| Lyarra[b] \| Lyarra[b] \| Lyarra[b] \| Lyarra[b] \| Lyarra[b] \| \| \| \| \| \| \| \| \| \| \| \| \| \| \| \| \| \| \| \| \| \| \| \| \| \| \| \| \| \| \| \| \| \| \| \| \| \| \| \| \| \| \| \| \| \| \| \| \| \| \| \| \| \| \| \| \| \| \| \| \| \| \| \| \| \| \| \| \| \| \| \| \| \| \| \| \| \| \| \| \| \| \| \| \| \| \| \| \| \| \| \| \| \| \| \| \| \| \| \| \| \| \| \| \| \| \| \| \| \| \| \| \| \| \| \| \| \| \| \| \| \| \| \| \| \| \| \| \| \| \| \| \| \| \| \| \| \| \| \| \| \| \| \| \| \| \| \| \| \| \| \| \| \| \| \| \| \| \| \| Brandon[a] \| Brandon[a] \| Brandon[a] \| Brandon[a] \| Brandon[a] \| Brandon[a] \| \| \| Catelyn Tully[c] \| Catelyn Tully[c] \| Catelyn Tully[c] \| Catelyn Tully[c] \| Catelyn Tully[c] \| Catelyn Tully[c] \| \| \| Eddard[a] \| Eddard[a] \| Eddard[a] \| Eddard[a] \| Eddard[a] \| Eddard[a] \| \| \| \| \| \| \| \| \| \| \| \| \| \| \| \| \| \| \| \| \| Lyanna[a][d] \| Lyanna[a][d] \| Lyanna[a][d] \| Lyanna[a][d] \| Lyanna[a][d] \| Lyanna[a][d] \| \| \| Benjen[a] \| Benjen[a] \| Benjen[a] \| Benjen[a] \| Benjen[a] \| Benjen[a] \| \| \| \| \| \| \| \| \| \| Brandon[a] \| Brandon[a] \| Brandon[a] \| Brandon[a] \| Brandon[a] \| Brandon[a] \| \| \| Catelyn Tully[c] \| Catelyn Tully[c] \| Catelyn Tully[c] \| Catelyn Tully[c] \| Catelyn Tully[c] \| Catelyn Tully[c] \| \| \| Eddard[a] \| Eddard[a] \| Eddard[a] \| Eddard[a] \| Eddard[a] \| Eddard[a] \| \| \| \| \| \| \| \| \| \| \| \| \| \| \| \| \| \| \| \| \| Lyanna[a][d] \| Lyanna[a][d] \| Lyanna[a][d] \| Lyanna[a][d] \| Lyanna[a][d] \| Lyanna[a][d] \| \| \| Benjen[a] \| Benjen[a] \| Benjen[a] \| Benjen[a] \| Benjen[a] \| Benjen[a] \| \| \| \| \| \| \| \| \| \| \| \| \| \| \| \| \| \| \| \| \| \| \| \| \| \| \| \| \| \| \| \| \| \| \| \| \| \| \| \| \| \| \| \| \| \| \| \| \| \| \| \| \| \| \| \| \| \| \| \| \| \| \| \| \| \| \| \| \| \| \| \| \| \| \| \| \| \| \| \| \| \| \| \| \| \| \| \| \| \| \| \| \| \| \| \| \| \| \| \| \| \| \| \| \| \| \| \| \| \| \| \| \| \| \| \| \| \| \| \| \| \| \| \| \| \| \| \| \| \| \| \| \| \| \| \| \| \| \| \| \| \| \| \| \| \| \| \| \| \| \| \| \| \| \| \| \| \| \| \| \| \| \| \| \| \| \| \| \| \| \| \| \| \| \| \| \| \| \| \| \| \| \| \| \| \| \| \| \| \| \| \| \| \| \| \| \| \| \| \| \| \| \| \| \| \| \| \| \| \| \| \| \| \| \| \| \| \| \| \| \| \| \| \| \| \| \| \| \| \| \| \| \| \| \| \| \| \| \| \| \| \| \| \| \| \| \| \| \| \| \| \| \| \| \| \| \| \| \| \| \| \| Robb[c] \| Robb[c] \| Robb[c] \| Robb[c] \| Robb[c] \| Robb[c] \| \| \| Jeyne Westerling[e] \| Jeyne Westerling[e] \| Jeyne Westerling[e] \| Jeyne Westerling[e] \| Jeyne Westerling[e] \| Jeyne Westerling[e] \| \| \| Sansa[c] \| Sansa[c] \| Sansa[c] \| Sansa[c] \| Sansa[c] \| Sansa[c] \| \| \| Tyrion Lannister[f] \| Tyrion Lannister[f] \| Tyrion Lannister[f] \| Tyrion Lannister[f] \| Tyrion Lannister[f] \| Tyrion Lannister[f] \| \| \| Arya[c] \| Arya[c] \| Arya[c] \| Arya[c] \| Arya[c] \| Arya[c] \| \| \| Brandon[c] \| Brandon[c] \| Brandon[c] \| Brandon[c] \| Brandon[c] \| Brandon[c] \| \| \| Rickon[c] \| Rickon[c] \| Rickon[c] \| Rickon[c] \| Rickon[c] \| Rickon[c] \| \| \| Jon Snow[c][d] \| Jon Snow[c][d] \| Jon Snow[c][d] \| Jon Snow[c][d] \| Jon Snow[c][d] \| Jon Snow[c][d] \| \| \| \| Robb[c] \| Robb[c] \| Robb[c] \| Robb[c] \| Robb[c] \| Robb[c] \| \| \| Jeyne Westerling[e] \| Jeyne Westerling[e] \| Jeyne Westerling[e] \| Jeyne Westerling[e] \| Jeyne Westerling[e] \| Jeyne Westerling[e] \| \| \| Sansa[c] \| Sansa[c] \| Sansa[c] \| Sansa[c] \| Sansa[c] \| Sansa[c] \| \| \| Tyrion Lannister[f] \| Tyrion Lannister[f] \| Tyrion Lannister[f] \| Tyrion Lannister[f] \| Tyrion Lannister[f] \| Tyrion Lannister[f] \| \| \| Arya[c] \| Arya[c] \| Arya[c] \| Arya[c] \| Arya[c] \| Arya[c] \| \| \| Brandon[c] \| Brandon[c] \| Brandon[c] \| Brandon[c] \| Brandon[c] \| Brandon[c] \| \| \| Rickon[c] \| Rickon[c] \| Rickon[c] \| Rickon[c] \| Rickon[c] \| Rickon[c] \| \| \| Jon Snow[c][d] \| Jon Snow[c][d] \| Jon Snow[c][d] \| Jon Snow[c][d] \| Jon Snow[c][d] \| Jon Snow[c][d] \| \| \| |      |      |      |      |      |  |  |                  |                  |                  |                  |                  |                  |  |  |               |               |               |               |               |               |         |         |                  |                  |                  |                  |                  |                  |  |  |      |      |      |      |      |      |        |        |         |         |         |         |         |         |  |  |        |        |        |        |        |        |        |        |          |          |          |          |          |          |        |        |
| Notas: 1. 2. 3. 4. 5. 6. |      |      |      |      |      |  |  |                  |                  |                  |                  |                  |                  |  |  |               |               |               |               |               |               |         |         |                  |                  |                  |                  |                  |                  |  |  |      |      |      |      |      |      |        |        |         |         |         |         |         |         |  |  |        |        |        |        |        |        |        |        |          |          |          |          |          |          |        |        |
| |      |      |      |      |      |  |  |                  |                  |                  |                  |                  |                  |  |  |               |               | Rickard       | Rickard       | Rickard       | Rickard       | Rickard | Rickard |                  |                  |                  |                  |                  |                  |  |  |      |      |      |      |      |      | Lyarra | Lyarra | Lyarra  | Lyarra  | Lyarra  | Lyarra  |         |         |  |  |        |        |        |        |        |        |        |        |          |          |          |          |          |          |        |        |
| |      |      |      |      |      |  |  |                  |                  |                  |                  |                  |                  |  |  |               |               | Rickard       | Rickard       | Rickard       | Rickard       | Rickard | Rickard |                  |                  |                  |                  |                  |                  |  |  |      |      |      |      |      |      | Lyarra | Lyarra | Lyarra  | Lyarra  | Lyarra  | Lyarra  |         |         |  |  |        |        |        |        |        |        |        |        |          |          |          |          |          |          |        |        |
| |      |      |      |      |      |  |  |                  |                  |                  |                  |                  |                  |  |  |               |               |               |               |               |               |         |         |                  |                  |                  |                  |                  |                  |  |  |      |      |      |      |      |      |        |        |         |         |         |         |         |         |  |  |        |        |        |        |        |        |        |        |          |          |          |          |          |          |        |        |
| |      |      |      |      |      |  |  |                  |                  |                  |                  |                  |                  |  |  |               |               |               |               |               |               |         |         |                  |                  |                  |                  |                  |                  |  |  |      |      |      |      |      |      |        |        |         |         |         |         |         |         |  |  |        |        |        |        |        |        |        |        |          |          |          |          |          |          |        |        |
| |      |      |      |      |      |  |  | Brandon          | Brandon          | Brandon          | Brandon          | Brandon          | Brandon          |  |  | Catelyn Tully | Catelyn Tully | Catelyn Tully | Catelyn Tully | Catelyn Tully | Catelyn Tully |         |         | Eddard           | Eddard           | Eddard           | Eddard           | Eddard           | Eddard           |  |  |      |      |      |      |      |      |        |        |         |         |         |         |         |         |  |  |        |        | Lyanna | Lyanna | Lyanna | Lyanna | Lyanna | Lyanna |          |          | Benjen   | Benjen   | Benjen   | Benjen   | Benjen | Benjen |
| |      |      |      |      |      |  |  | Brandon          | Brandon          | Brandon          | Brandon          | Brandon          | Brandon          |  |  | Catelyn Tully | Catelyn Tully | Catelyn Tully | Catelyn Tully | Catelyn Tully | Catelyn Tully |         |         | Eddard           | Eddard           | Eddard           | Eddard           | Eddard           | Eddard           |  |  |      |      |      |      |      |      |        |        |         |         |         |         |         |         |  |  |        |        | Lyanna | Lyanna | Lyanna | Lyanna | Lyanna | Lyanna |          |          | Benjen   | Benjen   | Benjen   | Benjen   | Benjen | Benjen |
| |      |      |      |      |      |  |  |                  |                  |                  |                  |                  |                  |  |  |               |               |               |               |               |               |         |         |                  |                  |                  |                  |                  |                  |  |  |      |      |      |      |      |      |        |        |         |         |         |         |         |         |  |  |        |        |        |        |        |        |        |        |          |          |          |          |          |          |        |        |
| |      |      |      |      |      |  |  |                  |                  |                  |                  |                  |                  |  |  |               |               |               |               |               |               |         |         |                  |                  |                  |                  |                  |                  |  |  |      |      |      |      |      |      |        |        |         |         |         |         |         |         |  |  |        |        |        |        |        |        |        |        |          |          |          |          |          |          |        |        |
| |      |      |      |      |      |  |  |                  |                  |                  |                  |                  |                  |  |  |               |               |               |               |               |               |         |         |                  |                  |                  |                  |                  |                  |  |  |      |      |      |      |      |      |        |        |         |         |         |         |         |         |  |  |        |        |        |        |        |        |        |        |          |          |          |          |          |          |        |        |
| |      |      |      |      |      |  |  |                  |                  |                  |                  |                  |                  |  |  |               |               |               |               |               |               |         |         |                  |                  |                  |                  |                  |                  |  |  |      |      |      |      |      |      |        |        |         |         |         |         |         |         |  |  |        |        |        |        |        |        |        |        |          |          |          |          |          |          |        |        |
| Robb | Robb | Robb | Robb | Robb | Robb |  |  | Jeyne Westerling | Jeyne Westerling | Jeyne Westerling | Jeyne Westerling | Jeyne Westerling | Jeyne Westerling |  |  | Sansa         | Sansa         | Sansa         | Sansa         | Sansa         | Sansa         |         |         | Tyrion Lannister | Tyrion Lannister | Tyrion Lannister | Tyrion Lannister | Tyrion Lannister | Tyrion Lannister |  |  | Arya | Arya | Arya | Arya | Arya | Arya |        |        | Brandon | Brandon | Brandon | Brandon | Brandon | Brandon |  |  | Rickon | Rickon | Rickon | Rickon | Rickon | Rickon |        |        | Jon Snow | Jon Snow | Jon Snow | Jon Snow | Jon Snow | Jon Snow |        |        |
| Robb | Robb | Robb | Robb | Robb | Robb |  |  | Jeyne Westerling | Jeyne Westerling | Jeyne Westerling | Jeyne Westerling | Jeyne Westerling | Jeyne Westerling |  |  | Sansa         | Sansa         | Sansa         | Sansa         | Sansa         | Sansa         |         |         | Tyrion Lannister | Tyrion Lannister | Tyrion Lannister | Tyrion Lannister | Tyrion Lannister | Tyrion Lannister |  |  | Arya | Arya | Arya | Arya | Arya | Arya |        |        | Brandon | Brandon | Brandon | Brandon | Brandon | Brandon |  |  | Rickon | Rickon | Rickon | Rickon | Rickon | Rickon |        |        | Jon Snow | Jon Snow | Jon Snow | Jon Snow | Jon Snow | Jon Snow |        |        |

### Série de televisão

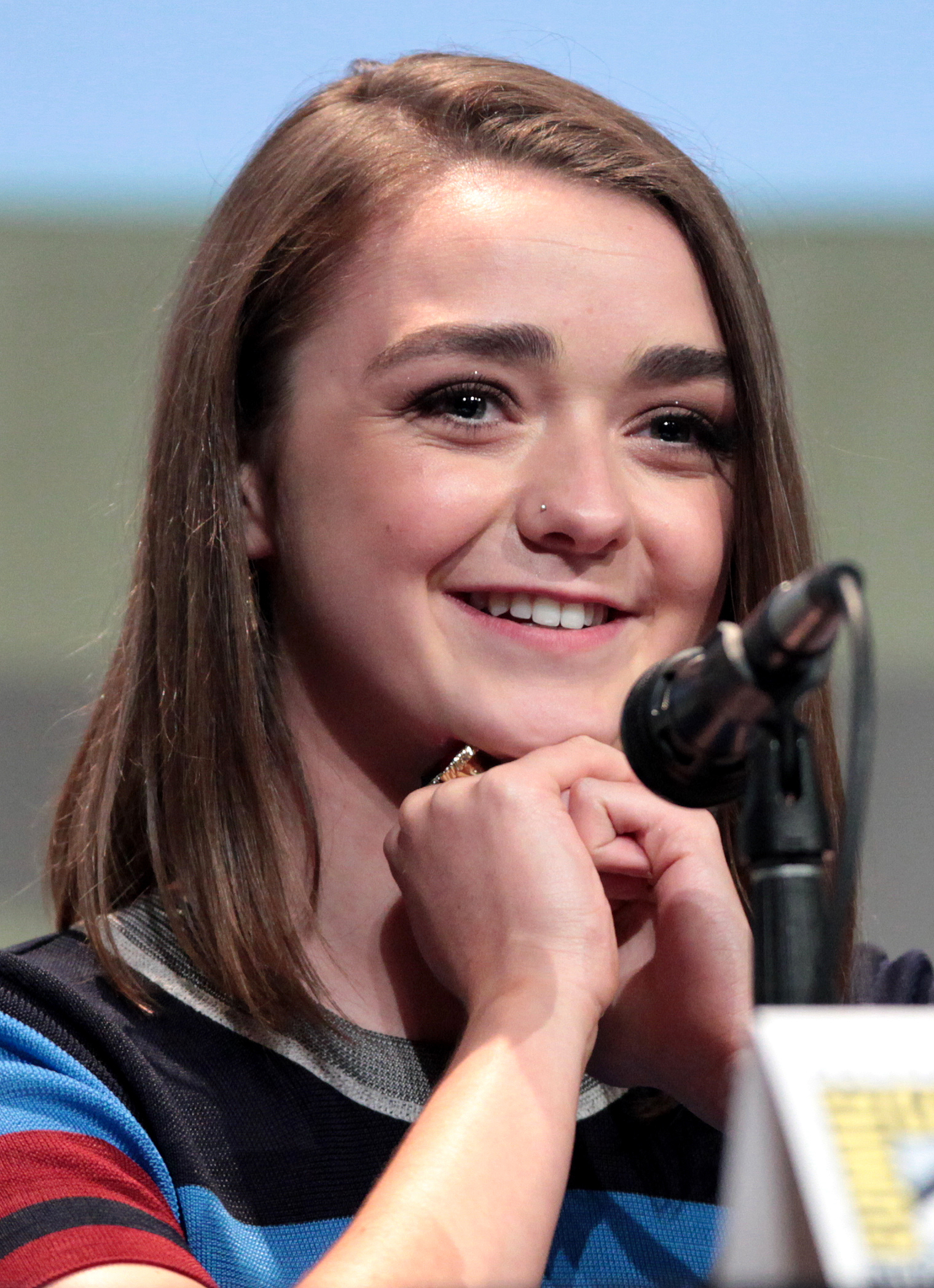
Maisie Williams interpretou Arya Stark por oito anos em Game of Thrones.

Arya Stark é interpretada nas telas pela atriz britânica Maisie Williams, em seu primeiro trabalho como atriz, que começou a vivê-la aos 13 anos de idade e vendo sendo aclamada pela crítica especializada.

#### 1ª temporada (2011)
Arya acompanha o pai Ned Stark na viagem até Porto Real em que ele será nomeado Mão do Rei do rei Robert Baratheon. Antes da partida, seu irmão Jon Snow lhe dá de presente uma espadim a que ela dá o nome de "Needle". No caminho, enquanto está brincando de esgrima com um cabo de vassoura com o amigo Mycah, o filho do rei, Joffrey Baratheon, ataca Mycah gratuitamente, fazendo com o que a loba de Arya, " Nymeria", ataque e machuque a mão do príncipe. Arya faz a loba fugir e com isso o lobo de sua irmã Sansa, prometida ao príncipe e que viaja junto, é sacrificada. O guarda-costas de Joffrey, Sandor Clegane, apelido "Cão de Caça", persegue e mata Mycah e ganha o ódio de Arya. Em Porto Real, ela tem lições de esgrima com um professor contratado por seu pai, um mestre-espadachim de Braavos, Syrio Forel, que depois a defende e a permite escapar quando o rei Robert morre, Joffrey assume o trono, prende seu pai e quer prendê-la. Ela foge da Fortaleza Vermelha e se disfarça nas ruas de Porto Real como mendiga. Ned é levado a julgamento no Grande Septão de Baelor; ele vê Arya no meio da multidão e avisa o recruta Yoren da Patrulha da Noite da sua presença. Yoren impede Arya de assistir a decapitação do pai e a disfarça como menino quando ele e seus amigos recrutas da patrulha seguem em direção ao Norte.

#### 2ª temporada (2012)
Os recrutas são atacados no caminho por homens da Casa Lannister comandados por Ser Amory Lorch, que recebeu ordens de matar um deles, Gendry, filho bastardo do rei morto. "Needle" é confiscada de Arya por um soldado, Polliver, que então a usa para matar Lommy Greenhands, um amigo dela no grupo. Arya e os recrutas são levados para Harrenhal, onde Tywin Lannister a identifica como menina e a usa como sua servente à mesa. Durante o ataque, Arya salvou a vida de três prisioneiros de Lorch e um deles, Jaqen H'ghar, pede a ela que diga três nomes para ele matar, em troca de ter libertado a ele e aos dois amigos; Arya nomeia Ser Lorch e o torturador de presos de Harrenhal, Tickler. Ela não consegue matar Tywin Lannister antes da partida dele mas Jaqen a ajuda a fugir junto com dois dos amigos, Hot Pie e Gendry. Jaqen oferece a Arya ir com ele para Braavos e se juntar à confraria de assassinos Homens Sem Face; ela rejeita mas ele lhe dá uma moeda de ferro que a ajudará a conseguir passagem para Braavos se algum dia desejar.

#### 3ª temporada (2013)
Arya, Gendry e Hot Pie encontram Thoros de Myr, um Sacerdote Vermelho que integra a Irmandade Sem Bandeiras, um grupo de homens enviado anteriormente por Ned para restaurar a ordem nas Terras Fluviais. Levados para a base secreta da Irmandade, lá Arya encontra "Cão de Guarda", aprisionado por eles, e o acusa da morte do amigo Mycah. Ele pede um julgamento de combate e vence o duelo, sendo libertado para a fúria de Arya. Sua fúria aumenta quando a Irmandade vende Gendry para a sacerdotisa Melisandre e ela foge, mas é capturada mais tarde por Sandor que pretende levá-la até a família e exigir um resgate. Quando chegam às Gêmeas, onde estão sua mãe Catelyn e seu irmão mais velho Robb, entretanto, os dois e seus acompanhantes e soldados do Norte são assassinados numa armadilha de Walder Frey e Roose Bolton, e Arya só consegue escapar da chacina com a ajuda do "Cão de Guarda". Depois do massacre, ela encontra um soldado da Casa Frey se gabando de seu papel na profanação do cadáver de Robb e o esfaqueia até a morte, marcando a primeira vez que ela mata deliberadamente outra pessoa.

#### 4ª temporada (2014)
Arya e Sandor encontram Polliver numa taverna; Arya pede seu espadim de volta e o usa para matar o próprio Polliver em vingança pela morte de Loomis. Eles encontram dois amigos de Jaqen, que ela anteriormente libertou, e mata um deles, Rorge, depois de relembrá-lo que ele a ameaçou de estupro. Sandor a leva para o Vale de Arryn para pedir resgate por Arya à tia dela, Lysa Arryn, mas são mandados de volta do Portão de Sangue depois de serem informados que Lysa aparentemente cometeu suicídio. Retornando do portão, eles são abordados por Brienne de Tarth, que jurou à mãe de Arya levá-la de volta em segurança, acompanhada de seu escudeiro Podrick Payne. Desconfiando da dita lealdade de Brienne, Sandor a ataca e começa uma luta que termina com ele gravemente ferido. Arya consegue se esconder de Brienne durante a luta e após a guerreira deixar o lugar procurando-a em vão, Arya volta e pega a prata de Sandor, deixando-o ali para morrer sozinho. Ela então vai para costa onde encontra um capitão de um barco, que a leva para Braavos depois que Arya lhe dá a moeda de ferro.

### 5ª temporada (2015 )
Arya chega a Braavos e é aceita na Casa do Preto e Branco por um homem com o rosto de Jaqen H'ghar. Após impressionar Jagen com sua capacidade de mentir sem que desconfiem, ao convencer uma menina com uma doença terminal a tomar veneno, ela recebe a missão de matar um vendedor corrupto. Porém, ela é distraída de sua missão quando vê Ser Meryn Trant, o homem que matou seu mestre de esgrima em Porto Real, chegar a Braavos. Assumindo a identidade da garota que ela envenenou, Arya se disfarça como prostituta e se infiltra num bordel onde Trant está e o mata, esfaqueando-o no peito e furando seus olhos. Quando ela volta para a Casa do Preto e Branco, é pega por Jaqen que percebe que ela não se desassociou de sua identidade anterior e portanto usar a identidade de outra pessoa a envenenará. Como resultado, Arya fica cega.

#### 6ª temporada (2016)
Arya é forçada viver a esmolar pelas ruas de Braavos, com sua companheira de confraria e de treinamento "A Órfã" aparecendo para lhe bater com uma vara todo dia. Num momento determinado, Jaqen permite que Arya retorne para a Casa de Preto e Branco e lhe restaura a visão. Ela é incumbida de assassinar uma atriz chamada Lady Crane mas tem uma mudança no coração no último minuto e conta a Crane de uma tentativa de assassinato a ela. A Órfã testemunha esta desobediência e conta a Jaqen, que lhe dá permissão de matar Arya. Sabendo que agora está em perigo, Arya recupera sua espada "Needle" onde a escondera e consegue uma passagem para fora de Braavos, mas é perseguida e leva uma facada da Órfã e escapa por pouco. Lady Crane cuida de seu ferimento mas a mulher reaparece, mata a atriz e persegue Arya. Esta faz A Órfã segui-la até seus aposentos num subsolo de Braavos e apaga a única vela acesa no local. Sua experiência em combater sem visão prevalece e ela mata a rival. Ela remove a face de sua quase assassina e a prega na Sala das Mil Faces da Casa do Preto e Branco. Depois diz a um impressionado Jaqen H'ghar que o nome dela é Arya Stark e volta para Westeros.
Arya viaja para As Gêmeas, da Casa Frey, onde assume a identidade de uma serva. Ela mata os filhos de Lorde Walder Frey, Black Walder Rivers e Lothar Frey, antes de cozinhá-los numa torta que serve ao patriarca. Depois de revelar seu subterfúgio e sua identidade a Walder, o assassino de sua mãe e de seu irmão, Arya lhe corta a garganta.

#### 7ª temporada (2017)
Assumindo a face e a voz de Walder Frey, Arya reúne os lordes vassalos da Casa Frey para um banquete, onde depois de mandar servir-lhes vinho e fazer um discurso sobre o assassinato covarde e traiçoeiro dos Stark enquanto bebem, retira o rosto falso e vê todos morrerem envenenados pela bebida. Ela então toma o caminho do Sul em seu intento de assassinar Cersei Lannister, agora a Rainha dos Sete Reinos com a extinção da Casa Baratheon. No caminho ela reencontra seu velho amigo Hot Pie numa estalagem, que lhe conta que os Bolton foram expulsos de Winterfell e seu irmão Jon Snow é agora o Rei do Norte; decide então mudar de ideia e voltar para casa. Quando faz uma parada no caminho, é cercada por uma alcatéia e reencontra sua loba-gigante " Nymeria"; o animal, porém, agora cresceu na vida selvagem e ignora seu pedido de voltar para casa com ela. Arya chega a Winterfell, desaparece enganando os guardas que queriam impedir sua entrada e é encontrada pela irmã Sansa na cripta da fortaleza, enquanto admira a estátua do pai. Depois de um primeiro encontro frio, as duas se abraçam emocionadas e Sansa lhe diz que Bran também está ali. As duas vão até o irmão no bosque nevado e Bran lhe diz que sabia que ela ia chegar. Sansa diz a Arya que o irmão agora tem visões. Bran lhe dá a adaga de aço valiriano que lhe foi dada por "Mindinho", a mesma com que alguém tentou matá-lo depois que caiu da torre, anos atrás. Arya desafia Brienne de Tarth para um combate, depois de vê-la treinando e surrando Payne, seu escudeiro. A luta termina empatada, com Brienne com a espada em seu peito e Arya com a adaga no pescoço dela. Impressionada, Brienne quer saber quem ensinou Arya a lutar assim e ela responde que Ninguém.
Arya continua a ter uma relação pouco confortável com a irmã. Quando os lordes do Norte sugerem que ela assuma o controle de Winterfell definitivamente, insatisfeitos por acharem que Jon os abandonou, o que Sansa recusa, Arya lhe diz que no fundo é o que ela quer, mesmo que não admita. Quando Mindinho recebe uma mensagem secreta, ela entra escondida no quarto dele, a descobre num buraco no colchão, a lê e sai sorrateiramente sem perceber que "Mindinho" observava tudo e era uma armadilha dele para que Arya lesse a mensagem assinada por Sansa, uma antiga mensagem conseguida por ele nos arquivos de Winterfell. Arya confronta Sansa com a mensagem, uma antiga mensagem que ela foi obrigada a escrever por Cersei pedindo o apoio do irmão Robb Stark para o rei Joffrey, então seu noivo, após a morte de Ned, e ela diz que escreveu por ser ainda muito jovem e estar sob ameaça. Sansa discute o caso com "Mindinho", que, fazendo o advogado do diabo, diz que não sabe como Arya conseguiu a carta mas que ela não fará nada contra a irmã. Depois ela vasculha o quarto de Arya e encontra várias máscaras de pessoas; a irmã aparece e as duas tem uma discussão. Com um adaga apontada para Sansa, Arya diz que com aquelas faces ela pode incorporar quem quiser, até a irmã, a "Lady de Winterfell", mas entrega a adaga com o cabo virado para a assustada Sansa e deixa o quarto.
"Mindinho" continua a manipular Sansa contra Arya, sugerindo numa conversa que a irmã poderia matá-la para assumir o título de Lady de Winterfell. Arya é convocada pela irmã para uma reunião formal com ares de julgamento no Grande Salão, onde sansa se encontra com Bran, Mindinho e cercada por lordes e soldados do norte e do Vale. Em pé no meio do salão, Arya pergunta se é aquilo mesmo que a irmã deseja e Sansa responde que é o que precisa ser feito por questões de honra e para defender a família. Então ela lança uma acusação de assassinato e traição, mas ao invés de ser para Arya, ela se refere a "Mindinho". Pego de surpresa, com a cerimônia combinada entre os irmãos cientes finalmente de suas manipulações, Baelish é acusado de diversos crimes, entre eles tramar a morte do pai deles, Ned Stark, ao que Bran confirma por suas visões do passado, e de tentar separar as irmãs Catelyn e Lysa, com o assassinato da mesma no Ninho da Águia, o que ele novamente tenta fazer agora entre ela e Arya. Sem apoio entre os presentes e sem poder confrontar as acusações, ele cai de joelhos e implora o perdão de Sansa e quem diz amar mais do que já amou alguém. Sansa lhe agradece pelas lições que ele ensinou, como a não confiar em ninguém, e assenta para Arya, que o mata cortando-lhe a garganta, os três irmãos Stark atuando como testemunha ocular, juiz e carrasco.

#### 8ª temporada (2019)
Depois de anos sem se verem, Arya finalmente se reencontra com Jon que voltou a Winterfell acompanhado de Daeneys Targaryen e seu exército. Mesmo incomodada, assim como a irmã Sansa, com a presença da rainha Targaryen,os dois se abraçam e trocam afetos e lembranças. Arya procura por Gendry na ferraria, onde ele e outros fazem armas com vidro de dragão para a guerra contra os Caminhantes Brancos, e lhe cobra uma arma pedida. Ele não o leva a sério até que ela atira punhais feitos de vidro do dragão numa coluna e acerta todas juntas umas nas outras. Ele então se prontifica a fazer uma arma rapidamente. Mais tarde ela treina flechadas na coluna de um depósito quando Gendry aparece e lhe entrega uma pequena lança ao gosto dela. Os dois conversam e Gendry diz que é filho bastado de Robert Baratheon. Arya diz que eles todos vão morrer, que quer experimentar o sexo antes disso e os dois tem uma relação sexual. Quando a batalha começa, Arya, de cima da muralha do castelo, salva a vida de Sandor Glegane matando com uma flecha em fogo um morto-vivo que se preparava para matá-lo no campo de batalha em frente das muralhas. As Criaturas, em número muito superior, vão derrotando os defensores e invadem o castelo. Arya foge da muralha mas continua a lutar e fugir pelos corredores de Winterfell e engana um grupo que a persegue num salão ao jogar um livro no chão fazendo as criaturas correrem para fora atrás dela; a morta-viva que ainda fica por último e a descobre, ela mata com uma punhalada da adaga de vidro de dragão. Os mortos-vivos voltam a perseguir Arya e quando ela vai ser morta "Cão de Guarda" e Beric Dondarrion aparecem para salvá-la. Depois de muita luta e matarem muitos inimigos, eles conseguem se trancar numa grande sala, mas Beric cai morto pelas punhaladas que levou. Enquanto a luta continua a se desenrolar, Arya desaparece. Os mortos-vivos estão destruindo Winterfell e matando todos os vivos que ainda lutam quando, no Bosque Sagrado, o Rei da Noite e seus Caminhantes surgem atrás de Bran Stark para matá-lo. Sem ninguém mais a protegê-lo, pois Theon Greyjoy e todos os Homens de Ferro já foram mortos tentando defendê-lo, Bran vai ser morto quando Arya, de emboscada, salta do nada sobre o Rei da Noite e consegue apunhalá-lo com a adaga de aço valiriano dada por Bran, matando-o e transformando-o o em pó e por este efeito todos as suas Criaturas atacantes de Winterfell.
Depois da cerimônia de cremação dos defensores mortos na batalha e do grande banquete em comemoração à vitória em que Arya é saudada por Daenerys como a "heroína de Winterfell", ela não participa da festa e fica treinando arco e flecha no depósito. Gendry a procura, lhe diz que agora é o Lorde de Storm's End por sagração de Daenerys e lhe pede em casamento mas ela o rejeita dizendo que nunca poderá ser uma lady. No Bosque Sagrado, ela, Sansa, Bran e Jon se reúnem porque as irmãs querem conversar com ele sobre a rainha Targaryen, em quem repetem que não confiam; na conversa, elas dizem que eles quatro são os últimos Stark e que ela é diferente deles. Jon então pede que elas jurem guardar o segredo que tem a lhes dizer e pede a Bran que conte toda a verdade. Arya então decide seguir para o sul junto com Cão de Guarda, que segue para Porto Real para ajustar as contas com seu irmão.
Arya chega a Porto Real com Sandor em meio ao caos em que ela se encontra pela invasão das tropas de Daenerys. Os dois se dirigem à Fortaleza Vermelha, ele para matar o irmão e ela para matar Cersei Lannister, mas à entrada ele a convence a ir embora porque seu destino ali é a morte e acompanhá-lo significará a morte dela também. Arya vaga pelas ruas transformadas em fogueiras e construções que ruíram em chamas pelo ataque de Daenerys e seu dragão, que queimam tudo com a população dentro. Horrorizada ela vê várias pessoas serem queimadas e escapa da morte sob os jatos de fogo várias vezes. Ao fim do massacre, ela escapa viva e ferida, acha um cavalo branco que sobreviveu intacto e foge das ruínas da cidade montada nele. Depois do massacre, Jon mata Daenerys para impedi-la de levar a destruição pelo resto do mundo, como ela pretendia. Com a morte da rainha, os líderes de toda Westeros se reúnem no Fosso do Dragão e Arya está entre eles. Ela assiste os lordes de Westeros escolherem seu irmão Bran como novo rei. Para evitar um nova guerra, desta vez entre Westeros e os exércitos de Imaculados e Dothrakis, fiéis a Daenerys, Jon Snow é poupado da morte exigida por Verme Cinzento mas, com sua aquiescência, punido com o desterro perpétuo para a Patrulha da Noite na Muralha. Quando ele se despede dos três irmãos no porto, ele convida Arya a ve-lo algum dia lá mas ela diz que jamais voltará ao Norte e irá para a parte do mundo que não existe nos mapas, o oeste de Westeros. Sua saga chega ao final com ela partindo de navio para o oeste, rumo ao desconhecido.

## Recepção
A atuação de Williams em Game of Thrones recebeu aclamação da crítica, particularmente na segunda temporada por seu trabalho ao lado do veterano ator Charles Dance (que interpretou Tywin Lannister) quando Arya serviu como copeira de Tywin.
Williams recebeu várias indicações para prêmios por sua interpretação de Arya. Por sua atuação na série, ela recebeu dois Portal Awards de Melhor Atriz Coadjuvante e Melhor Jovem Ator em 2012, um Prêmio EWwy de Melhor Atriz Coadjuvante em Série Dramática em 2014, e um Prêmio Saturn de Melhor Performance de um Jovem Ator em uma Série de Televisão em 2015.
Williams foi indicado ao prêmio Primetime Emmy de Melhor Atriz Coadjuvante em Série Dramática em 2016. Outras nomeações incluem o Portal Award de Melhor Jovem Ator em 2011, o SFX Awards de Melhor Atriz em 2012 e 2015, o Gold Derby TV Awards de Melhor Artista do Ano em 2012, o Prêmio Jovem Artista de Melhor Performance em Série de TV por uma Jovem Atriz Coadjuvante em 2013, o Prêmio EWwy de Melhor Atriz Coadjuvante em Série Dramática em 2015, e o Prêmio Saturno de Melhor Performance de um Jovem Ator em uma série de televisão em 2016.